# Зенитный пулемёт

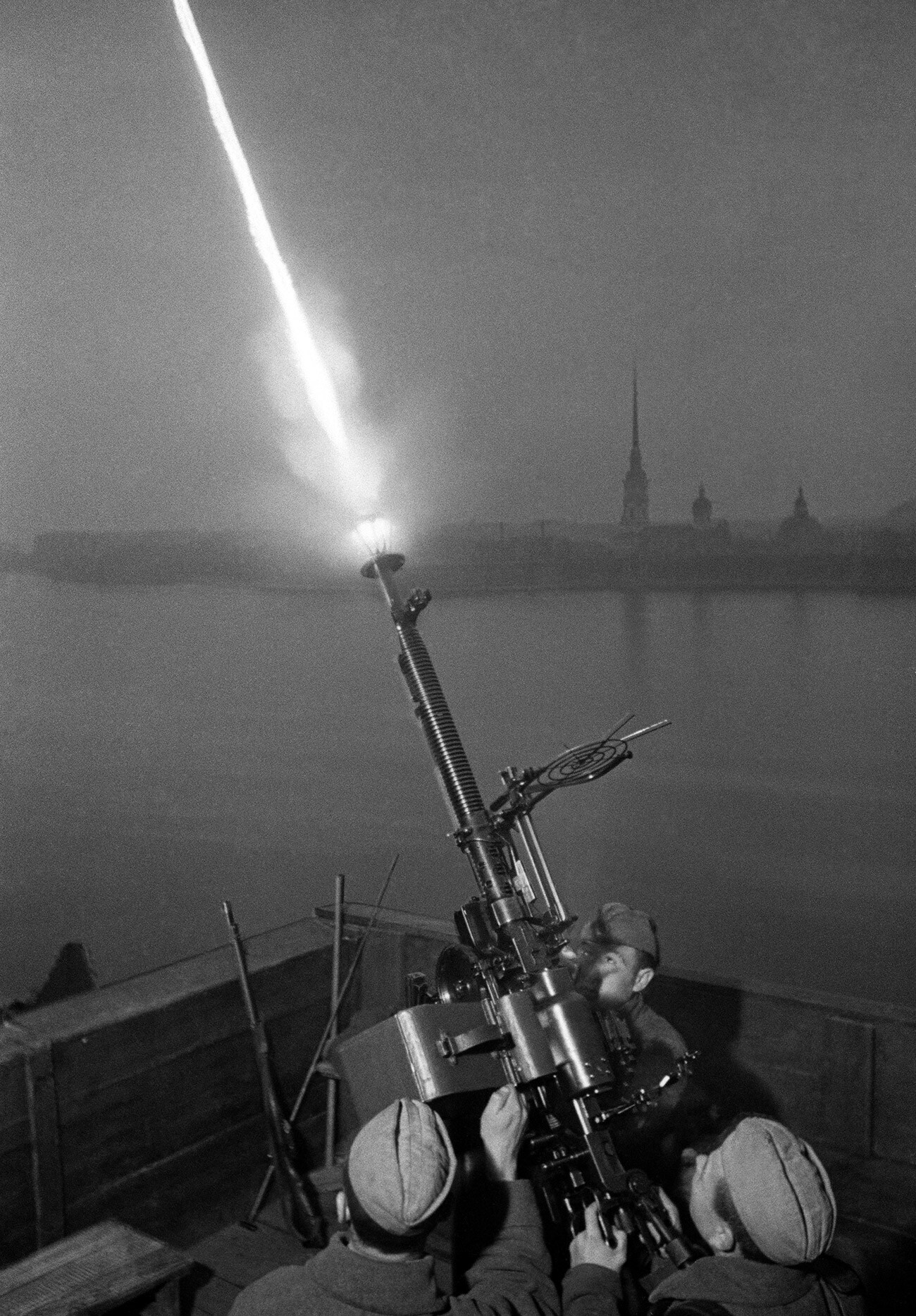
Расчёт сержанта Фёдора Коноплёва ведёт огонь по самолётам в Ленинграде (ДШК), октябрь 1942

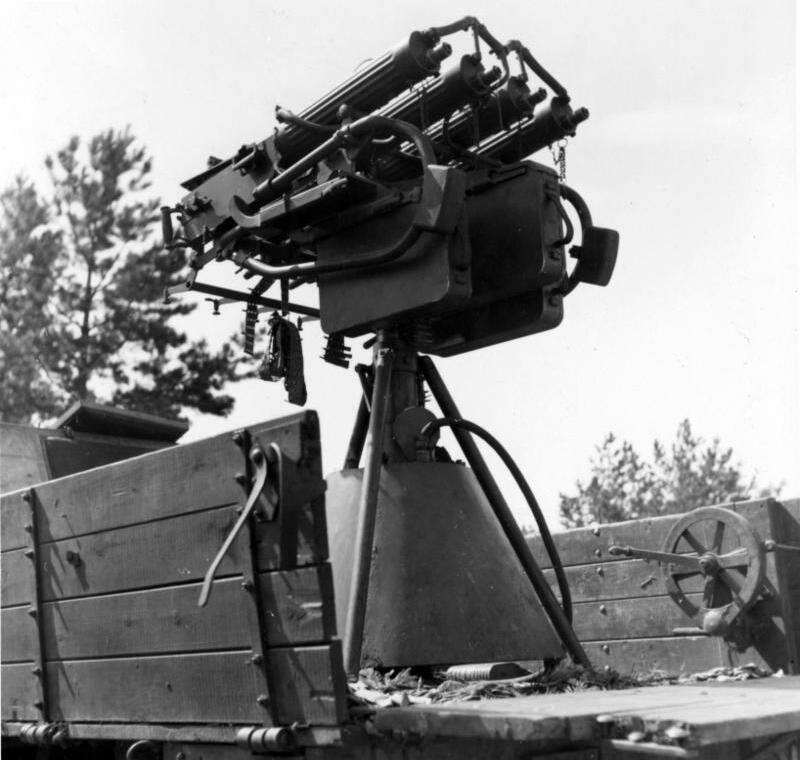
Счетверённая зенитно-пулемётная установка образца 1931 года. От обычного «Максима» отличалась наличием устройства принудительной циркуляции воды и большей ёмкостью пулемётных лент — на 1 000 патронов вместо обычных 250. Используя зенитные кольцевые прицелы, установка была в состоянии вести эффективный огонь по низколетящим самолётам противника (на высотах до 1 400 м при скорости до 500 км/ч). Эти установки также часто использовались для поддержки пехоты

Зени́тный пулемёт — пулемёт с круговым обстрелом и очень большим углом возвышения, предназначен для борьбы с авиацией противника. В качестве зенитных, танковых, бронетранспортёрных, казематных и корабельных обычно применяются пехотные пулемёты, несколько видоизменённые с учётом особенностей их монтажа и эксплуатации на объектах. Ровно как и наоборот: крайне мощные зенитные пулемёты используются в качестве противопехотных, в связи с высокими характеристиками (крайне высокая, возможно, избыточная скорострельность и высокая убойная сила).

Счетверённая зенитная пулемётная установка образца 1931 года
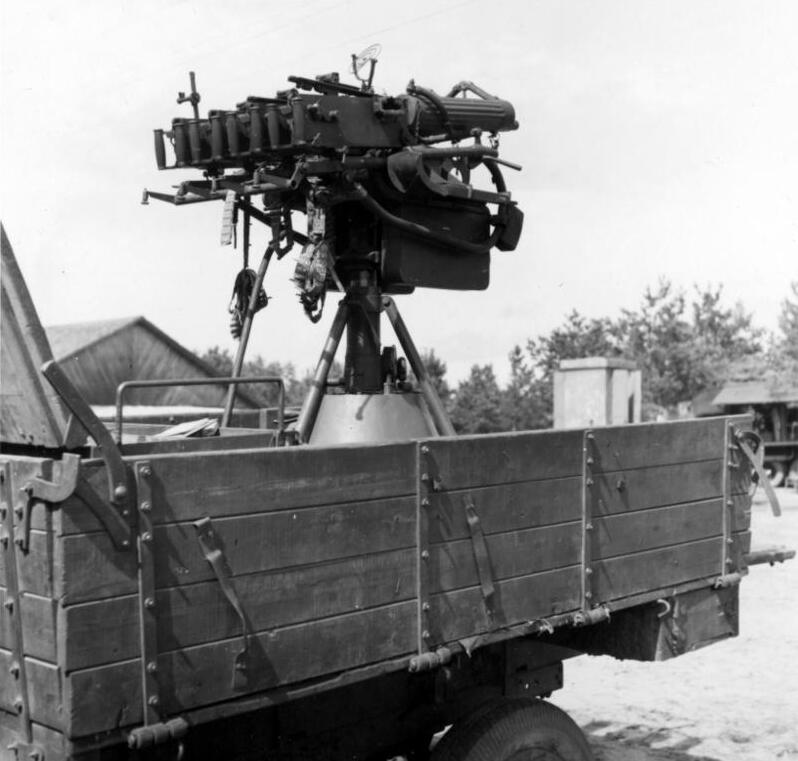
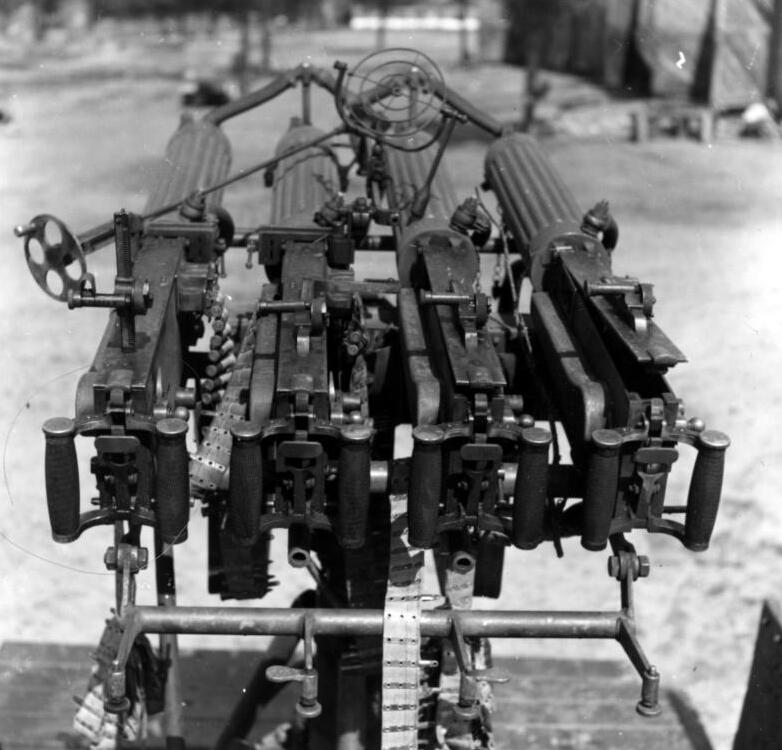
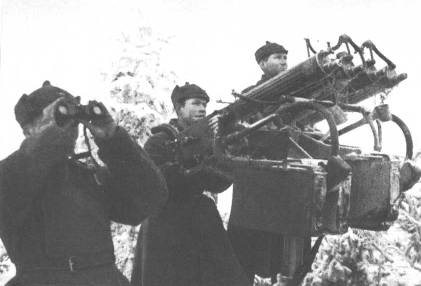

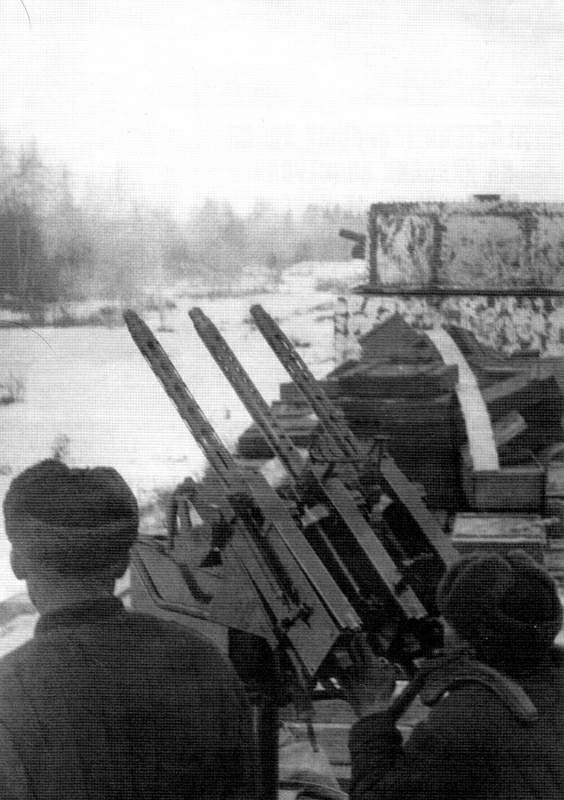
Зенитчики бронепоезда ведут огонь по самолетам противника из встроенного 7,62-мм авиационного пулемета ПВ-1. Восточный фронт, ноябрь 1941 г.
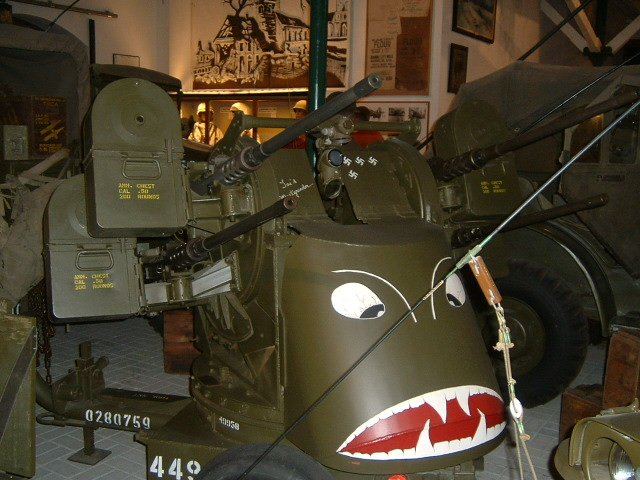
Четвёрка пулемётов 50 калибра M45 для противовоздушной обороны, смонтированных на прицепе М20 (производства США). Экспонат музея военной техники в городе Дикирх, Люксембург
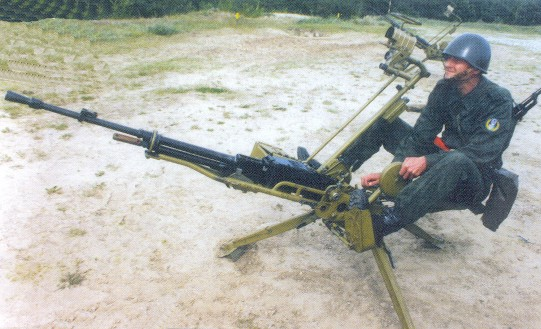
НСВ-12,7 на установке 6У6 в положении для зенитной стрельбы
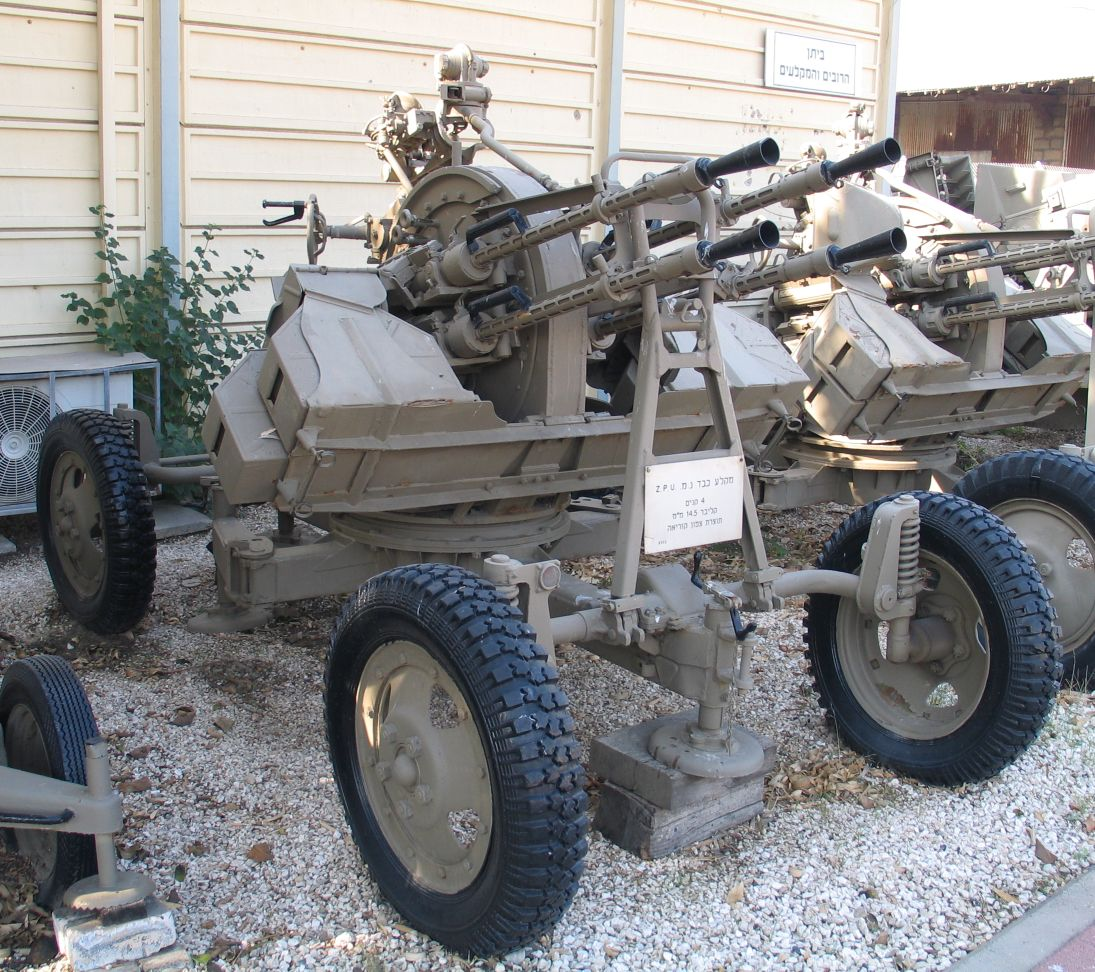
Зенитный пулемёт ЗПУ-4 на базе КПВ
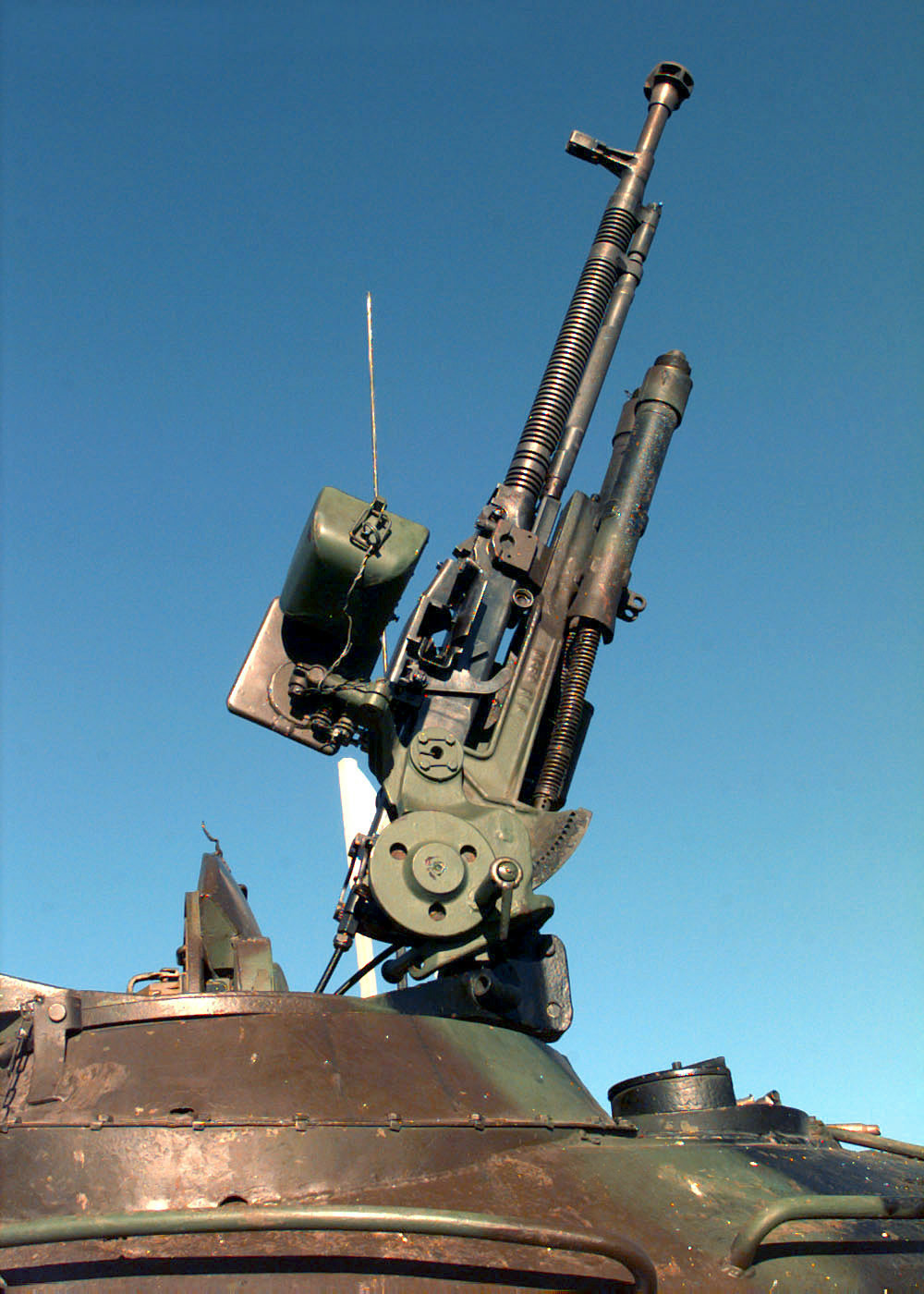
Зенитная установка с пулемётом ДШКМ на максимальном угле возвышения.